# Blac Chyna

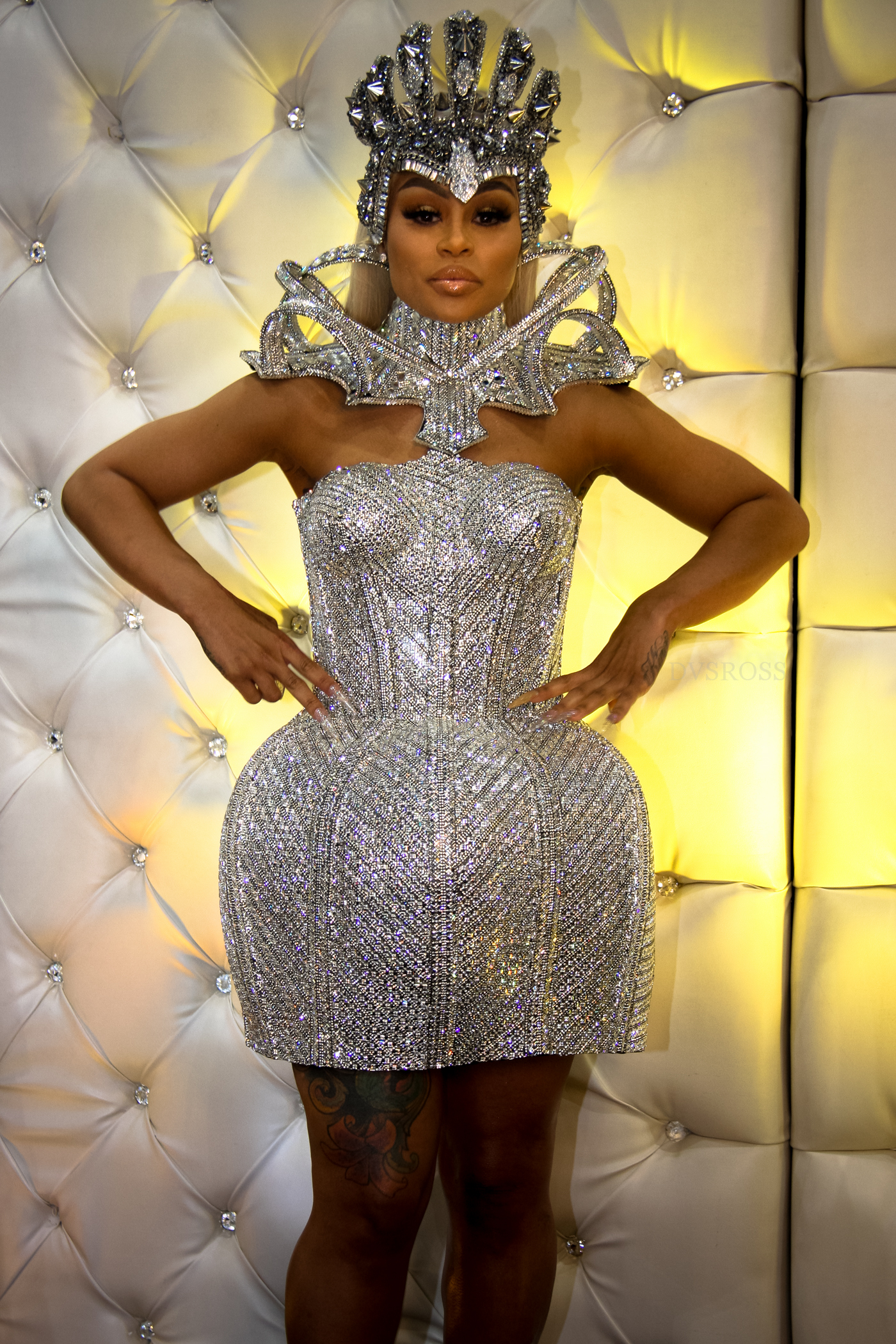
Blac Chyna, 2019

Angela Renée White, bekannt als Blac Chyna (* 11. Mai 1988 in Washington, D.C.) ist ein amerikanisches Model, Socialite, Unternehmerin. Ursprünglich wurde sie im Jahr 2010 als Stunt-Double für Nicki Minaj im Musikvideo zum Song Monster von Kanye West bekannt; nachdem sie im selben Jahr im Song Miss Me von Drake erwähnt wurde, erlangte Chyna größere mediale Aufmerksamkeit. Im Jahr 2014 startete Chyna ihre eigene Make-up-Marke „Lashed by Blac Chyna“ und einen Schönheitssalon in Encino, Los Angeles. Chyna hat seitdem eine Reihe von Medienauftritten, unter anderem in ihren eigenen Reality-TV-Shows Rob & Chyna und The Real Blac Chyna.

## Leben und Karriere
Blac Chyna wurde unter dem Namen Angela Renée White am 11. Mai 1988 als Tochter von Shalana Hunter, die besser unter dem Künstlernamen Tokyo Toni bekannt ist, und Eric Holland in Washington, D.C. geboren. Sie begann in Maryland zu strippen, um ihre Studiengebühren zu bezahlen. Während ihres Studiums an der Johnson & Wales University in Miami, Florida, nahm Chyna das Strippen wieder auf und brach es schließlich aus Erschöpfung über das Strippen und Studieren ab, nachdem sie wiederholt im Unterricht eingeschlafen war. Chyna begann, sich auf das Strippen und Modeln zu konzentrieren, und nahm den Namen Blac Chyna auf den Vorschlag eines Kunden als Künstlernamen an.
Zunächst begann Blac Chyna 2010 als Stripperin in Clubs, wie dem „King of Diamonds“ in Miami, aufzutreten und als Model zu arbeiten. Zuvor war sie im Rotlichtmilieu schon unter den Namen Dora Renée und als Cream bekannt. Während ihrer Arbeit als Stripperin machte Chynas ungewöhnliches und exotisches Aussehen sie populär. Die Radiomoderatorin Angela Yee beschrieb sie als jemanden, der „wie jemand aussieht, der berühmt werden wird“. Zu jener Zeit wurde Rapper Drake auf sie aufmerksam und sprach sie in einer Textzeile seines Liedes Miss me direkt an. Außerdem war sie das Stunt-Double für Nicki Minaj in Kanye Wests Musikvideo Monster. Im Dezember des Jahres 2011 erschien Chyna in dem Musikvideo zu dem Song Rack City des US-Rappers Tyga. Beide verliebten sich am Set und verlobten sich im gleichen Jahr. Im Oktober desselben Jahres brachte Blac Chyna den gemeinsamen Sohn zur Welt.
Im Laufe ihrer Karriere hat sich Chyna mehreren Operationen zur Gesäßvergrößerung und Brustvergrößerung unterzogen, aber auch Operationen zur Verkleinerung ihrer Brust. 2013 schloss Blac Chyna ihre Ausbildung zur Visagistin an der JLS Makeup and Artist School ab und eröffnete nicht nur ihre eigene Marke „Lashed by Blac Chyna“, sondern auch Shops und Boutiquen wie „Lashed“ oder „88fin“. Die Online-Boutique mit dem Namen „88fin“ vertreibt Produkte ihrer gleichnamigen Bekleidungslinie. Im Februar des Jahres 2014 kaufte Chyna eine Schönheitsfarm in Encino, Los Angeles, die auch Schminkkurse anbietet.
Der Rapper Tyga und die Unternehmerin lösten im Jahre 2014 ihre Verlobung. Grund dafür war die sich anbahnende Beziehung zwischen Kylie Jenner und Tyga. Diese führte zu einer Reihe von Social-Media-Fehden zwischen Chyna und Jenner. Diese endeten jedoch, als Chyna 2016 begann, mit Kylie Jenners Halbbruder Rob Kardashian (dem Bruder von Kim Kardashian) zu daten. Am 5. April 2016 gaben Kardashian und Chyna ihre Verlobung via Instagram bekannt, nachdem sie erst drei Monate lang zusammen waren.
Seit 2016 hat Chyna in einer Reihe von Reality-TV-Shows mitgewirkt, darunter E!s Keeping Up with the Kardashians und ihre eigene Reality-Show mit ihrem damaligen Freund Rob Kardashian Rob & Chyna, ebenfalls auf dem Sender E!. Die Reality-Serie Rob & Chyna feierte im September 2016 Premiere. Sie verfolgte die Beziehung von Kardashian und Blac Chyna, als sie sich auf die Geburt ihres ersten Kindes vorbereiteten. Es wurden sechs einstündige Episoden bestellt, mit Ausnahme eines Fernsehspecials über die Geburt von Kardashians und Chynas Tochter. Im November 2016 wurde die gemeinsame Tochter geboren. Am 17. Dezember 2016 gab das Paar seine Trennung in den sozialen Medien bekannt, nachdem Chynas Instagram-Account gehackt worden war. Kardashian erzählte seinen Snapchat-Followern, dass seine Verlobte ihn verlassen habe und mit der einen Monat alten Tochter aus dem gemeinsamen Haus ausgezogen sei. Das Paar versöhnte sich jedoch wieder, als sich herausstellte, dass die Trennung im „Eifer des Gefechts“ vollzogen wurde. Gegen Ende des Jahres 2016 verkündete Kardashian in einem Instagram-Post, dass er und Chyna sich endgültig getrennt hätten.  Am 5. Juli 2017 machte Rob Kardashian eine Reihe von Instagram-Posts, in denen er Chyna der Untreue beschuldigte und explizite Bilder von ihr postete. Infolgedessen wurde Kardashian von Instagram verbannt, weil er sogenannte Rache-Pornos von Chyna gepostet hatte.
2019 spielte Chyna in der Reality-Soap The Real Blac Chyna auf Zeus Network mit. Außerdem wirkte sie in weiteren Reality-Formaten wie Tokyo Toni’s Finding Love ASAP! und VH1s Love & Hip-Hop: Hollywood mit.
Im Jahre 2020 war Blac Chyna in Megan Thee Stallion Musikvideo zu dem Song Body zu sehen. Seit Juni 2020 veröffentlicht Blac Chyna ihre eigene Musik (siehe Diskographie).
Mit eigenen pornografischen Inhalten verdiente sie auf der Webseite OnlyFans im Jahr 2022 nach Schätzungen über 20 Millionen USD pro Monat.

## Diskografie
Lieder
- 2020: Seen Her
- 2020: Cash Only (feat. Trippie Redd)
- 2020: My Word (feat. Too Short & Keak da Sneak)
- 2021: Doom (feat. Asian Doll)
- 2021: Hollywood
- 2021: Thick (feat. Desiigner)
- 2021: Photoshopped
- 2021: Maui (feat. Desiigner)
- 2022: Can’t See Me
- 2024: Fabulous (feat. Lay Bankz)

Blac Chynas Songs wurden alle bis auf Thick, Photoshopped und Fabulous mit Musikvideos auf YouTube veröffentlicht.

## Filmografie
| Titel                           | Rolle                      | Episodenanzahl   | Jahr       |
| ------------------------------- | -------------------------- | ---------------- | ---------- |
| Keeping Up with the Kardashians | Blac Chyna                 | 11               | 2014–2018  |
| Extra with Billy Bush           | Blac Chyna                 |                  | 2016       |
| Rob & Chyna                     | Blac Chyna                 | Hauptrolle       | 2016       |
| All Def Movie Awards            | Blac Chyna                 |                  | 2017       |
| RuPaul's Drag Race              | Blac Chyna                 | 1                | 2017       |
| Good Morning America            | Blac Chyna                 | 1                | 2017       |
| Wild 'n Out                     | Blac Chyna, Team-Kapitänin | 1                | 2017       |
| Black Card Revoked              | Blac Chyna                 | 3                | 2018       |
| Hip Hop Squares                 | Blac Chyna, Kandidatin     | 3                | 2018       |
| The Real                        | Blac Chyna                 | 1                | 2019       |
| Grown & Sexy                    | Blac Chyna                 |                  | 2019       |
| The Wendy Williams Show         | Blac Chyna                 | 2 Gastauftritte  | 2019, 2021 |
| Dish Nation                     | Blac Chyna                 | 1                | 2019       |
| Love & Hip Hop: Hollywood       | Blac Chyna                 | 1 Cameo-Auftritt | 2019       |
| The Real Blac Chyna             | Blac Chyna                 | Hauptrolle       | 2019-heute |
| RuPaul                          | Blac Chyna                 | 1                | 2019       |
| Tokyo Toni’s Finding Love ASAP! | Blac Chyna                 | 2                | 2019       |

| Jahr | Titel          | Künstler            |
| ---- | -------------- | ------------------- |
| 2012 | Rack City      | Tyga                |
| 2012 | Come on a Cone | Nicki Minaj         |
| 2015 | Rich Sex       | Future              |
| 2017 | Rake It Up     | Yo Gotti            |
| 2020 | Tutu           | 6ix9ine             |
| 2020 | Body           | Megan Thee Stallion |